# Mesniera
Mesniera är ett släkte av svampar. Mesniera ingår i familjen Mesnieraceae, klassen Dothideomycetes, divisionen sporsäcksvampar och riket svampar.
| Mesniera | \| \| Mesniera rottlerae \| \| \| \| |
|          | \| \| Mesniera rottlerae \| \| \| \| |
|          | Stegasphaeria                        |
|          |                                      |
|          | Bondiella                            |
|          |                                      |
|          | Mesniera rottlerae                   |
|          |                                      |

|  | Mesniera rottlerae |
|  |                    |